# 공혜왕후
공혜왕후 한씨(恭惠王后 韓氏, 1456년 11월 17일(음력 10월 11일) ~ 1474년 5월 9일(음력 4월 15일))는 조선 성종의 원비(元妃)이다. 시호는 휘의신숙공혜왕후(徽懿愼肅恭惠王后)이다. 한명회의 딸로 언니이자 시숙모인 장순왕후와 마찬가지로 20세를 못 넘기고 요절했다. 본관은 청주(淸州)이다.

## 생애
한씨는 상당부원군 충성공 한명회(上黨府院君 忠成公 韓明澮)와 황려부부인 민씨(黃驪府夫人 閔氏)의 막내딸로 1456년 연화방(蓮花坊)에서 태어났다. 황려부부인 민씨는 판중추부사 증 의정부우의정 민대생의 장녀였다. 예종 원비 장순왕후 한씨는 그의 둘째 언니였다.
1467년 1월 12일 세조의 손자이자 의경세자의 아들인 한 살 연하의 잘산군(乽山君)과 혼인했다. 이 해에는 잘산군의 형 월산군과 누이 명숙공주도 혼인을 했는데 한명회의 집에 예단이 보내진 것은 월산군의 혼례가 있은 지 5일만이었다. 훗날 공혜왕후의 지문에 따르면 잘산군의 배필로 한씨를 택한 것은 세조의 의향이었다고 한다. 그러나 실제로는 잘산군의 어머니인 수빈 한씨가 잘산군과 함께 피접을 나갔다가 허계지(許繼智)라는 사람의 집에서 그 수양딸이었던 한씨를 눈여겨보고 며느릿감으로 골랐다는 견해도 있다. 실제로 잘산군이 직계 왕손인 제안대군이나 형 월산군을 제치고 성종으로 즉위할 수 있었던 데에는 권신 한명회의 딸을 아내로 맞은 일이 지대한 영향을 미쳤다. 한씨는 잘산군과 혼인 후 천안군부인(天安郡夫人)으로 불리다 1469년 잘산군이 예종의 뒤를 이어 왕위에 오르자 왕비에 책봉되었다. 인수대비는 며느리들에게 무척 엄격한 시어머니였는데 한씨에게 중국의 현모양처들에 관한 이야기인 《열녀전》을 읽게 하는 등 유교 윤리에 따라 철저히 교육했다. 한씨가 자식을 두지 못하자 성종은 후궁을 들였는데 한씨는 싫어하는 내색 없이 그들에게 옷을 준비해서 내리고 그 뒤에도 패물 등을 선물했다. 한씨는 1473년 음력 7월에 병으로 친정(한명회의 집)으로 거처를 옮겼는데, 성종이 하루 걸러 한명회의 집에 들러 그녀의 상태를 살폈다. 이후 회복하여 궁궐로 돌아왔으나, 이 해 12월에 병이 다시 도지고 말았다. 병이 낫지 않을 것을 예감한 왕후 본인의 요청으로 1474년 음력 3월에 창덕궁 구현전(求賢殿)으로 처소를 옮겼고, 성종과 삼대비(정희왕후, 소혜왕후, 안순왕후)가 날마다 구현전으로 가 그녀를 보살폈다. 친정 부모인 한명회와 부인 민씨도 입궐해 병을 돌보았지만 차도가 없었고 한씨는 죽기에 앞서 부모가 며칠째 밥을 먹지 못하는 것을 보고 밥을 먹도록 명했다. 1474년 음력 4월 15일, 19세의 젊은 나이로 훙서하였다.
이에 성종은 공경하고 유순하게 윗사람을 섬김을 공(恭)이라 하고, 너그럽고 부드러우며 인자함을 혜(惠)라 하여 공혜왕후(恭惠王后)의 시호를 올렸으며, 능호는 순혼(順魂, 나중에 순릉이 되었다), 전호는 소경전(昭敬殿)으로 정하였다. 연산군 4년(1498년)에는 휘의신숙(徽懿愼肅)이라는 존호가 더해지기도 했다.
종묘 정전(正殿)에 왕후의 신위가 모셔져 있다. 능은 경기도 파주시 조리읍 봉일천리 파주삼릉 내에 위치한 순릉(順陵)이다. 먼저 죽은 언니 장순왕후의 능 근처이고, 후대에 영조의 장남 효장세자 부부 내외의 묘소도 근처에 조성되었다.

## 가족 관계
| - 조부 : 한기(韓起, 1393~1429) - 조모 : 예문관대제학 이척(藝文館大提學 李逖)의 딸 증 정경부인 여주 이씨(贈 貞敬夫人 驪州李氏) - 아버지 : 상당부원군 한명회(上黨府院君 韓明澮, 1415~1487) - 외조부 : 민대생(閔大生, 1372~1467) - 외조모 : 전리판서 허금(典理判書 許錦)의 딸 양천 허씨(陽川 許氏) - 어머니 : 황려부부인 여흥 민씨(黃驪府夫人 驪興 閔氏, ?~1479) - 언니 : 신숙주의 장남 신주(申澍)와 혼인 - 조카 : 신종호(申從濩, 1456∼1497) - 언니 : 윤사로와 정현옹주의 아들 윤반(尹磻)과 혼인 - 언니이자 시숙모 : 장순왕후 한씨(章順王后 韓氏, 1445~1461) - 형부이자 시숙부 : 예종(睿宗, 1450~1469) - 오빠 : 한보(韓堡, 1447~1522) - 올케언니 : 이훈(李塤의 딸 정부인 한산 이씨(貞夫人 韓山 李氏) - 서모 : 연일 정씨(延日 鄭氏) - 서모 : 전주 이씨(全州 李氏) | - 시아버지 : 추존 덕종(德宗, 1438~1457) - 시어머니 : 소혜왕후 한씨(昭惠王后 韓氏, 1437~1504) : 인수대비(仁粹大妃) - 남편 : 성종(成宗, 1457~1494) |

## 관련 작품

### 드라마
- 《설중매》 (MBC, 1984년~1985년 배우:최정원)
- 《한명회》 (KBS2, 1994년 배우:김은혜)
- 《왕과 비》 (KBS1, 1998년~2000년 배우:신지수)
- 《왕과 나》 (SBS, 2007년~2008년 배우:한다민 / 아역:김희정)
- 《인수대비》 (JTBC, 2011년~2012년 배우:이지우)